# 美河市案
美河市開發案，是指台北捷運新店機廠之聯合開發案，起初由台北縣政府（即今新北市政府；時任縣長為尤清）於1991年3月公告土地徵收。後由前台北市長馬英九任內與日勝生簽約，郝龍斌任內完工。
2006年間，台北市政府與日勝生公司聯合開發美河市建案（北捷新店機廠聯合開發案），經營不動產估價師事務所的黃國義接受日勝生公司委託，辦理美河市土地開發案開發大樓和基地鑑價作業，經勘估新北市新店共122筆土地，估得土地單價每坪新台幣9萬元、土地總價25億1,970萬元。監察院2012年底認定美河市建案疑點重重，質疑低估土地成本、高估建物成本，通過糾正並彈劾捷運局前聯合開發處長高嘉濃等人，移送檢調調查。監察院在2013年間認定不動產估價師疑有違失，函請新北巿政府調查。經查當年估得開發大樓和基地共122筆土地值25億多元，因被查出黃未採二種以上估價方法推算、也未在報告書敘明理由等違失，遭新北市政府懲處申誡一次，黃不服打行政訴訟，台北高等行政法院認定處分於法有據，2017年2月3日判黃敗訴；還可上訴。
2013年12月25日，台北地檢署檢肅黑金專組檢察官認為前台北市政府捷運工程局聯合開發處長高嘉濃涉偽造建物鑑價報告，高估建物涉嫌圖利。另高檢署發回續查，負責彙整建商日勝生建物貢獻成本的北捷承辦人江國樑、陳文欣因查無不法事證將二人以不起訴處分。高等法院於2017年12月依公務員假借職務上機會行使偽造私文書罪，將高判刑4年，王判刑2年、緩刑5年。全案可上訴。。最高法院撤銷二審判決，發回由台灣高等法院更一審審理。
由於美河市聯開案因擁地99.24％的北市府，只分回30.75％樓地板面積引起爭議，並遭監察院糾正；北市府因此在2014年重新鑑價，向日勝生追討76.98億元，日勝生則向中華民國仲裁協會聲請仲裁。2016年7月11日，仲裁結果出爐，裁定北市府權益分配比例應為45.4469％，日勝生董事會決議美河市案不提起撤銷仲裁判斷訴訟。2016年8月8日，北市府依仲裁結果，向日勝生取回33.51億元。
2018年2月1日，經不動產估價師事務所上訴後，最高行政法院撤銷原判決，訴願決定及原處分均撤銷，全案確定。
2021年6月24日，更一審審酌，高嘉濃就本案犯行居於主導地位，犯後否認犯行，強行曲解法令明文規定的職權，並將責任推卸給承辦人員，毫無悔意；王銘藏坦承犯行，並供出全部犯罪情節，使本案犯罪情節得以釐清，依法可獲減刑，依貪污治罪條例的圖利等罪判高男10年徒刑，褫奪公權6年，王男4年，褫奪公權2年。更一審維持一審判決結果，全案可上訴。
2022年4月10日，最高法院駁回上訴，全案定讞。前台北市政府捷運工程局聯合開發處長高嘉濃依貪污治罪條例圖利等罪判10年徒刑，褫奪公權6年，前第五課課長王銘藏判4年徒刑，褫奪公權2年。

## 開發時程
| 1980.04.11 臺北縣政府公告發布「變更新店都市計畫(部份住宅區、商業區、農業區、機關用地、公園用地、自來水用地及綠地為捷運系統用地及道路用地)」實施。     | 台北縣長：邵恩新     | 台北市長：李登輝 |
| 1990.04.13 台北縣政府變更新店都市計畫公布 | 台北縣長：尤清       | 台北市長：黃大洲 |
| 1991.03 台北縣政府公告徵收 | 台北縣長：尤清       | 台北市長：黃大洲 |
| 1991.03 捷運局召開新店線新店機廠聯合開發第一次協議會                                                                                                  | 台北縣長：尤清       | 台北市長：黃大洲 |
| 1991.07 捷運局召開新店線新店機廠聯合開發第二次協議會                                                                                                  | 台北縣長：尤清       | 台北市長：黃大洲 |
| 1999.03.25 臺北縣政府公告發布實施擬定新店都市計畫(捷運系統新店機廠聯合開發案(捷17、捷18、捷19))細部計畫案。                                           | 台北縣長：蘇貞昌     | 台北市長：馬英九 |
| 1999.04.08 公告臺北都會區大眾捷運系統新店機廠用地(捷17、捷18、捷19)聯合開發計畫                                                                       | 台北縣長：蘇貞昌     | 台北市長：馬英九 |
| 1999.07.09 徵詢地主優先投資意願 | 台北縣長：蘇貞昌     | 台北市長：馬英九 |
| 2001.12.18 投資人日勝生活科技股份有限公司簽訂投資契約書                                                                                               | 台北縣長：蘇貞昌     | 台北市長：馬英九 |
| 2005.10.11 都市設計審議核備 | 台北縣長：林錫耀     | 台北市長：馬英九 |
| 2005.11.21 環境影響說明書核備 | 代理台北縣長：林錫耀 | 台北市長：馬英九 |
| 2006.01.06 日勝生依甄選須知及投資契約書規定提送權益分配建議書，投資人領得建造執照（台北縣府發） 並於5月完成土地鑑價報告、10月完成建物貢獻成本評估報告 | 台北縣長：周錫瑋     | 台北市長：馬英九 |
| 2007年，小碧潭捷運站完工啟用，同年美河市建案開工 | 台北縣長：周錫瑋     | 台北市長：郝龍斌 |
| 2012年12月，建案完銷約300億，取得使用執照 | 新北市長：朱立倫     | 台北市長：郝龍斌 |

## 糾正、偵查、起訴
經調查，美河市聯開案是由日勝生活科技公司在2006年以投資人身分提送相關資料，準備合作開發捷運小碧潭站附近建地，由台北市聯開處先委託旭洲公司鑑定所需建造成本，當時的聯開處處長高嘉濃在隔年收到鑑定報告後，擔心建物建造成本過低，日勝生可能無法接受，導致工程延宕。高嘉濃開始找下屬與旭洲公司協助更改鑑價內容，幾乎都遭到拒絕，高嘉濃就自己以手寫批註的方式，更改鑑定內容，直接低估土地成本、高估建造成本，影響所及，除了市府得多支付1.1億元的建造費用，完工後，依成本權值分配到的樓地板面積，也少了近1932多坪，估價約3.9億元，總計市府損失的5億900萬餘元。
日勝生參與的捷運共構案小碧潭「美河市」案，原訂於2013年2月交屋，但監察院於2012年12月認定美河市建案，低估土地成本、高估建物成本，台北市府棄守權益達100億元，恐有圖利廠商之嫌，通過糾正並彈劾臺北市政府捷運工程局局長常岐德、聯合開發處處長高嘉濃，就該權益分配案之規劃、執行與審核，怠忽職守，導致政府權益鉅大損失，均核有重大違失，全案移送檢調調查，導致無法進行土地過戶，造成約1,600多戶無法順利交屋。
2014年4月24日，台北地檢署偵辦美河市開發案，檢方認定，前台北市捷運局聯合開發處長高嘉濃、課長王銘藏承辦美河市共構建案（北捷新店機廠聯合開發案），以偽造鑑價報告，涉嫌圖利日勝生公司，導致市府減少選取10,743.3913平方公尺（約3,250坪）的樓地板面積，99.35%土地的北市府，在2,200戶建物中僅拿到668戶，使市府蒙受市價逾20億元的損失，依偽造文書、圖利罪嫌起訴高、王2人。

## 大法官釋憲
台北市捷運局1991年間，以興建捷運系統用地為由，向新北市大坪林地區王姓、廖姓地主徵收土地，但後來卻挾帶做為聯合開發使用，地主認為其中有瑕疵，提起行政訴訟，但2013年遭最高行政法院判決敗訴。地主後來聲請大法官釋憲，大法官104年9月25日作出釋字第732 號 「捷運設施毗鄰地區土地徵收案」，宣告《大眾捷運法》第7條等規定部分違憲。
大法官解釋文
中華民國九十年五月三十日修正公布之大眾捷運法（下稱九十年捷運法）第七條第四項規定：「大眾捷運系統……其毗鄰地區辦理開發所需之土地……，得由主管機關依法報請徵收。」七十七年七月一日制定公布之大眾捷運法（下稱七十七年捷運法）第七條第三項規定：「聯合開發用地……，得徵收之。」七十九年二月十五日訂定發布之大眾捷運系統土地聯合開發辦法（下稱開發辦法）第九條第一項規定：「聯合開發之用地取得……，得由該主管機關依法報請徵收……。」此等規定，許主管機關為土地開發之目的，依法報請徵收土地徵收條例（下稱徵收條例）第三條第二款及土地法第二百零八條第二款所規定交通事業所必須者以外之毗鄰地區土地，於此範圍內，不符憲法第二十三條之比例原則，與憲法保障人民財產權及居住自由之意旨有違，應自本解釋公布之日起不予適用。
大法官書記處長李玉卿說明，大法官認為開發捷運站場需要的毗鄰地，可以用其他優惠的方法，例如與地主合作，或用市地重劃的方式一起聯合開發，不一定要用徵收的手段。受地主委託聲請釋憲的律師顧立雄說，將依大法官解釋意旨，向最高法院聲請再審，如果勝訴再談拆屋還地或補償損失。
釋憲內容對范姓地主等人有利，因此提起再審訴訟。最高行政法院認為，范姓地主等人被徵收的土地中，確實有作為聯合開發的集合住宅用地使用情況，並非捷運交通事業必須使用，依大法官732號解釋，不符憲法第23條比例原則、保障人民財產權和居住自由等意旨，有再審事由，發回重審，但2020年台北高等行政法院仍判范姓地主等人敗訴。

## 審判結果
台北地方法院認定2人共犯圖利及偽造文書罪，將高重判10年、王男判刑4年。高等法院於2017年12月27日二審宣判，從一審「圖利罪」改為依公務員偽造私文書罪將高判刑4年，王判刑2年、緩刑5年。全案可上訴。高院也認為，北市府與日勝生經過6次協商才達成權益分配協議，不能只憑最後的分配比與捷運局提案不同，而認定日勝生獲得不法利益。
2021年6月24日，高院更一審認定，2人為使日勝生公司獲取不法利益，濫用權限，導致北市府及全體市民受有5億900萬586元分配權值損失，並使日勝生公司獲取同額權值的不法利益。更一審審酌，高嘉濃犯後否認犯行，毫無悔意；王銘藏坦承犯行，並供出全部犯罪情節，依法可獲減刑，依貪污治罪條例圖利等罪判高男10年徒刑，褫奪公權6年，王男4年，褫奪公權2年。2022年4月10日，最高法院駁回上訴。全案定讞。

## 政府資訊公開爭議
美河市弊案中亦顯示出政府公開相關資訊之透明程度問題，台大劉靜怡教授於2015年3月5日依政府資訊公開法第9條第1項前段之規定申請公開美河市公共工程資訊，卻遭台北市政府以公開範圍與作業機制尚在研議中為由回文拒絕，2015年3月30日之行政處分中對於部分文件有依法不公開之事由並未具體陳明法定事由，或即便陳明法定事由卻仍未說明利益衡量之判斷，未盡證明其拒絕公開資訊為合法之責，原處分有諸多違法之處，阻斷了人民的監督與參與機制，因而劉靜怡教授依法提起訴願

## 外部連結
2015年2月，《台灣壹週刊》開始（页面存档备份，存于） 公布美河市的資料文件，總頁數達三千頁：
- （页面存档备份，存于） 同意仲裁文件
- （页面存档备份，存于） 環評過程文件
- （页面存档备份，存于） 權益分配文件
- （页面存档备份，存于） 鑑價報告文件
- （页面存档备份，存于） 台北市政府捷運工程局